# Cal Clols
Cal Clols és un edifici del municipi de Valls (Alt Camp) protegit com a Bé Cultural d'Interès Local.

## Descripció
Es tracta d'una fàbrica que es compon d'un conjunt de cossos de diferents èpoques. L'edifici que protegit correspon al cos d'oficines cantoner i a les façanes annexes. Consta de planta baixa i dues plantes pis i coberta inclinada a quatre vessants. S'hi accedeix a través d'una gran escala exterior. La façana que dona a la carretera de Tarragona està ornamentada amb esgrafiats i la reixa d'accés és de ferro forjat treballat. La finca queda delimitada per una tanca.

## Història
L'origen d'aquesta fàbrica de tractament de pells, correspon al moment de la urbanització dels voltants de la carretera de Tarragona que s'inicià a començaments de la dècada dels 80 del segle xix, seguint com a eix l'esmentada via pública.
Al començament del segle XX passà a mans de Lluís Clols. A finals del segle XX la compra del propietari actual, el mateix de can Rull, que la mantingué en funcionament fins als anys noranta.